# Typhlonyphia reimoseri
Typhlonyphia reimoseri är en spindelart som beskrevs av KratochviL 1936. Typhlonyphia reimoseri ingår i släktet Typhlonyphia och familjen täckvävarspindlar. Utöver nominatformen finns också underarten T. r. meridionalis.